# Amnon Cohen
 (mars 2015).
Si vous disposez d'ouvrages ou d'articles de référence ou si vous connaissez des sites web de qualité traitant du thème abordé ici, merci de compléter l'article en donnant les références utiles à sa vérifiabilité et en les liant à la section « Notes et références ».
Pour les articles homonymes, voir Cohen.
Amnon Cohen (hébreu : אַמְנוֹן כֹּהֵן), né le 1er juin 1960 en Union soviétique, est un homme politique israélien, membre de la Knesset pour le parti ultra-orthodoxe Shass.

## Biographie
Il nait à Samarcande en Union soviétique (aujourd'hui en Ouzbékistan), et fait son aliya en Israël en 1973. Il obtient un baccalauréat à Kiryat Ono et suit des cours à l'Institut de l'administration locale à l'Université Bar-Ilan.
Cohen a été maire de Ramla. 
Il est élu à la Knesset sur la liste de Shass en 1999 et a présidé la commission des pétitions publiques. Il conserve son siège aux élections de 2003, après quoi il préside le comité de contrôle par l'État et des Affaires économiques. Il est réélu en 2006, et sert comme vice-président de la Knesset. Il conserve son siège aux élections de 2009 après avoir été placé quatrième sur la liste du Shas.
Il est marié et a quatre enfants, il vit à Ramla.